# Vasile Avădanei
Vasile Avădanei (n. 30 decembrie 1979, Târgu Neamț) este un fost jucător român de fotbal. A evoluat timp de nouă sezoane la Ceahlăul Piatra Neamț, între 2000 și 2009.

## Legături externe
- Profil la romaniansoccer.ro